# Parsek
Parsek (znak: pc) u astronomiji je mjerna jedinica za duljinu. Definira se kao duljina katete pravokutnog trokuta koja s hipotenuzom čini kut od jedne lučne sekunde, a duljina druge katete iznosi jednu astronomsku jedinicu. U praksi to znači da je udaljenost u parsecima jednaka recipročnoj vrijednosti godišnje paralakse u lučnim sekundama.
Jedan parsek jednak je 3,0857·1013 km, 3,2616 svjetlosnih godina ili 206 265 AJ
Tisuću parseka naziva se kiloparsek (kpc), a milijun parseka megaparsek (Mpc).